# Alexandru Sirițeanu
Nicolae Alexandru Sirițeanu (Iași, 16 de abril de 1984) es un deportista rumano que compitió en esgrima, especialista en la modalidad de sable.
Participó en los Juegos Olímpicos de Londres 2012, obteniendo una medalla de plata en la prueba por equipos (junto con Tiberiu Dolniceanu, Rareș Dumitrescu y Florin Zalomir).
Ganó tres medallas en el Campeonato Europeo de Esgrima entre los años 2005 y 2012.

## Palmarés internacional
| Juegos Olímpicos   | Juegos Olímpicos       | Juegos Olímpicos  | Juegos Olímpicos  |
| Año                | Lugar                  | Medalla           | Prueba            |
| ------------------ | ---------------------- | ----------------- | ----------------- |
| 2012               | Londres (Reino Unido)  | Medalla de plata  | Sable por equipos |
| Campeonato Europeo |                        |                   |                   |
| Año                | Lugar                  | Medalla           | Prueba            |
| 2005               | Zalaegerszeg (Hungría) | Medalla de bronce | Sable por equipos |
| 2009               | Plovdiv (Bulgaria)     | Medalla de plata  | Sable por equipos |
| 2012               | Legnano (Italia)       | Medalla de plata  | Sable por equipos |